# Host
El término host o anfitrión se usa en informática para referirse a las computadoras u otros dispositivos (tabletas, móviles, portátiles) conectados a una red que proveen y utilizan servicios de ella. Los servidores deben utilizar anfitriones para tener acceso a la red y pueden, a su vez, pedir los mismos servicios a otras máquinas conectadas a la red. Los anfitriones son, por tanto, dispositivos monousuario o multiusuario que ofrecen servicios de transferencia de archivos, conexión remota, servidores de base de datos, servidores web, etc.   
De forma genérica, un anfitrión es todo equipo informático que posee una dirección IP y que se encuentra interconectado con uno o más equipos y que funciona como el punto de inicio y final de las transferencias de datos.
También es descrito como el lugar donde reside un sitio web, un anfitrión de Internet tiene por lo general una dirección de Internet única llamada "dirección IP" y un nombre de dominio único o nombre de anfitrión (host name).